# Karl Borromäus von Harrach zu Rohrau

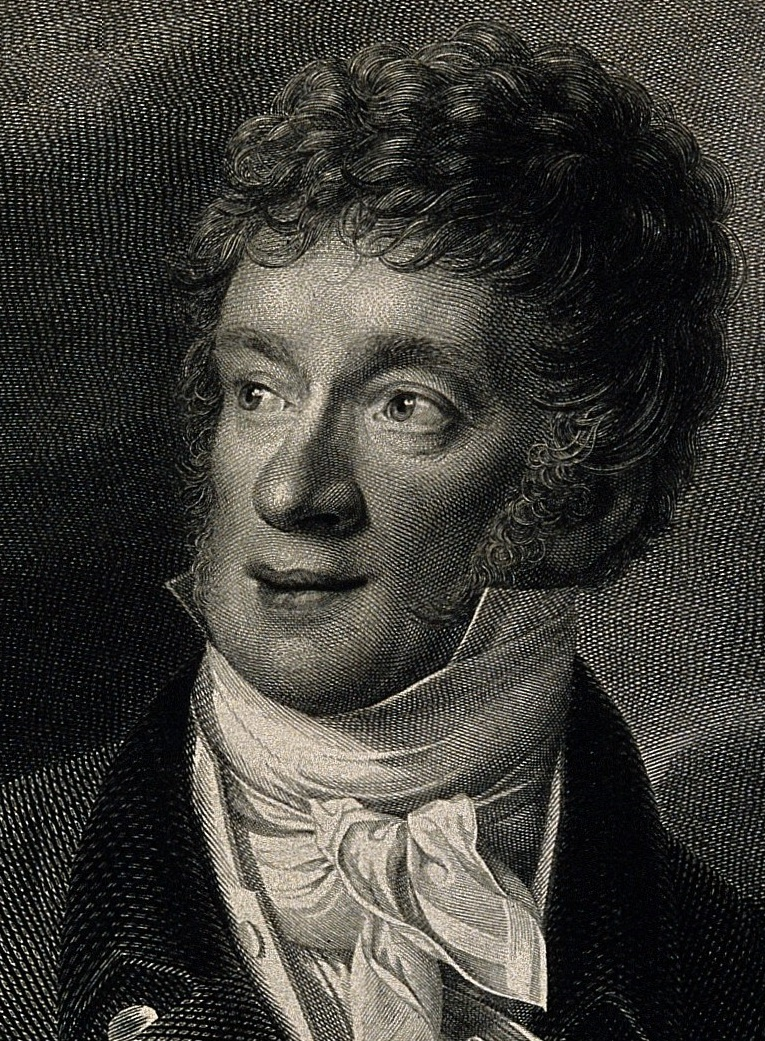
Karl Borromäus von Harrach (1761–1829), Lithographie von Carl Rahl

Karl Borromäus Graf von Harrach zu Rohrau und Bruck (* 11. Mai 1761 in Wien; † 1. Oktober 1829) war ein österreichischer Arzt und Humanist sowie Ehrenritter des Malteser-Ordens und später Komtur des Deutschen Ordens.

## Herkunft
Seine Eltern waren Graf Ernst Guido von Harrach (* 8. September 1723; † 23. März 1783) und dessen Ehefrau Gräfin Maria Josefa von Dietrichstein (* 2. November 1736; † 21. Dezember 1799).

## Leben
Harrach erhielt eine sorgfältige Erziehung und studierte dann in Wien Jura. Er war für den Staatsdienst vorgesehen und wurde zusätzlich von Staatsrat Freiherr von Eger ausgebildet. Im Jahr 1784 wurde er dann zum Gubernialrat in Prag ernannt, aber als eine von ihm angestrebte Ehe von seinen Eltern verhindert wurde, verließ er den Staatsdienst und trat als Ehrenritter in den Malteser-Orden ein. Er beschloss, sich fortan sein ganzes Leben der Kunst und Wissenschaft und den Werken wohltätiger Menschenliebe zu widmen.
Er machte im Sommer 1793 eine Reise durch Deutschland, Frankreich und England, wo er viele bekannte Männer traf. Mit den meisten derselben unterhielt er in der Folge freundschaftlichen Briefwechsel und fruchtbaren Ideenaustausch, namentlich mit Goethe, Blumenbach, Hufeland, Böttiger u. a. Nach seiner Rückkehr nach Wien kontaktierte er auch hier viele bekannte Denker namentlich Alxinger, Born, Denis, Eckhel, D’Elci, Hofrath Greiner, Graf Purgstall, Graf Waldstein u. a. Letztlich entschloss er sich aber, sich zum Arzt ausbilden zu lassen (zu seinen Ausbildern zählten Johann Peter Frank, Jacquin, Adam und Wilhelm Schmidt, Wirer und Staudenheim). Er bestand die Prüfungen und arbeitete in einem Krankenhaus, wo er sich aber mit Spitalfieber ansteckte. Er überlebte die Erkrankung mit Hilfe seines Freundes Staudenheim; am 25. Juni 1803 wurde er zum Doktor der Medizin promoviert und am 10. August desselben Jahres auch Magister der Geburtshilfe. Zur Verwunderung seiner Zeitgenossen, begann er seinen Beruf auch auszuüben. So befand er sich 1805 bei den Ärzten, die die vielen Gefangenen, Kranken, Verwundeten und Sterbenden des Vierten Koalitionskrieges in Wien behandelten.
Im Jahr 1806 wechselte er vom Malteserorden in den Deutschen Orden. Nach bestandenem Noviziat erhielt er im Mai 1806 den Ritterschlag. Später wurde er Ratsgebietiger der Ballei Österreich des Deutschen Ordens und am 7. Juli 1806 dann Komtur. Er behandelte in seiner Praxis weiter vorzugsweise Arme. Diese wurden nicht nur unentgeltlich behandelt, sondern er bezahlte ihnen überdies die Arzneien und nahm sich ihrer auch nach ihrer Genesung an, bestrebt ihnen Arbeit und Verdienst zu verschaffen. Als die Franzosen 1809 Wien erneut besetzten, versorgte er wieder die Verwundeten. Auch als 1814 die Folgen der Befreiungskriege Wien erreichten, übernahm er die Stelle eines Primärarztes im Krankenhaus der Elisabethinerinnen. Dort erhielt er ein Gehalt, das er aber immer doppelt dem Kloster als Geschenk schickte. Harrach erkrankte und starb 68 Jahre alt, am 1. Oktober 1829.
Vor seinem Tod hatte er die Erlaubnis eingeholt sein Vermögen den Armenanstalten Wiens zu vererben. Er hatte eine Sammlung von mehr als 10.000 Dissertationen aus allen Fächern der Arznei- und Wundarzneikunde, die in die Wiener Hofbibliothek kamen. Zusammen mit seinem Freund Hammer-Purgstall hatte er von 1797 bis 1799 persische Studien betrieben und der Ergebnisse veröffentlicht. Ferner hatte er eine Übersetzung der preisgekrönten Schrift „Ueber die Krankheiten der Gefängnisse und Armenhäuser“ des englischen Arztes John Mason Good (1764–1827) veröffentlicht.